# Pseudoppia
Pseudoppia är ett släkte av kvalster. Pseudoppia ingår i familjen Pseudoppiidae.
Kladogram enligt Catalogue of Life:
| Pseudoppia | \| \| Pseudoppia interrupta \| \| \| \| \| \| Pseudoppia mediocris \| \| \| \| |
|            | \| \| Pseudoppia interrupta \| \| \| \| \| \| Pseudoppia mediocris \| \| \| \| |
|            | Ausoribula                                                                     |
|            |                                                                                |
|            | Senoribula                                                                     |
|            |                                                                                |
|            | Pseudoppia interrupta                                                          |
|            |                                                                                |
|            | Pseudoppia mediocris                                                           |
|            |                                                                                |

|  | Pseudoppia interrupta |
|  |                       |
|  | Pseudoppia mediocris  |
|  |                       |